# Tipula (Yamatotipula) jacintoensis
Tipula (Yamatotipula) jacintoensis is een tweevleugelige uit de familie langpootmuggen (Tipulidae). De soort komt voor in het Nearctisch gebied.